# Ibbeltje (televisieserie)
Ibbeltje is een zesdelige Belgisch-Nederlandse televisieserie dat uitgezonden werd van 23 februari 2004 tot 29 maart 2004 door de AVRO.
De serie werd in 2004 geproduceerd door Burny Bos en geregisseerd door Ben Sombogaart. Het is gebaseerd op een verhaal geschreven door Annie M.G. Schmidt met het karakter Ibbeltje in de hoofdrol. Dit verhaal verscheen in 1962 en 1963 als hoorspel en tegelijkertijd als geïllustreerd verhaal in weekblad Televizier. Het oorspronkelijke verhaal werd door Maarten Lebens tot een scenario voor de serie. De Belgisch-Nederlandse coproductie werd in Nederland uitgezonden door de AVRO en in Vlaanderen door Ketnet.

## Het verhaal
Ibbeltje is een grappig, nieuwsgierig en ondernemend meisje dat nergens bang voor is. Ze woont met haar moeder, vader en pratende katten in een slaperig stadje. Als haar moeder op een dag uit angst voor een hond in een boom klimt, ontdekt Ibbeltje dat ze vroeger een kat is geweest. Ze wil hier alles over weten.
Ibbeltje's vader werkt bij een paraplufabriek en heeft ooit een magische paraplu van een heks gehad. Ibbeltje vindt de paraplu, maar de directeur van de paraplufabriek wil de paraplu voor zichzelf hebben om heel erg belangrijk te worden.

## Rolverdeling
| Personage                                      | Acteur/actrice      |
| ---------------------------------------------- | ------------------- |
| Ibbeltje Verharen                              | Denise van Es       |
| Petronella "Nel" Verharen, moeder van Ibbeltje | Annet Malherbe      |
| Jozias Verharen, vader van Ibbeltje            | Kees Hulst          |
| Heks                                           | Leny Breederveld    |
| Burgemeester                                   | Jur van der Lecq    |
| Vrouw van de burgemeester                      | Hanneke Riemer      |
| Erik, zoontje van de burgemeester              | Jimmy Lange         |
| Dr. Braakensiek                                | Walter Crommelin    |
| Sinterklaas                                    | Walter Crommelin    |
| meester Kramer                                 | Walter Crommelin    |
| Visboer                                        | Gerard Mijler       |
| Vissers                                        | Peer Bink           |
| Vissers                                        | René Krijger        |
| Directeur van de kattententoonstelling         | Jörgen Raymann      |
| Omroeper                                       | Jur van der Lecq    |
| Directrice waterleidingbedrijf                 | Hanneke Riemer      |
| Loodgieter                                     | Waldemar Torenstra  |
| Mientje van de Bakker                          | Tjitske Reidinga    |
| Theo Koomen                                    | Erik van Muiswinkel |
| Rosencrantz                                    | Erik van Muiswinkel |
| Pinkepank                                      | Chris Bolczek       |
| Portier                                        | René Krijger        |
| Operatie-assistent                             | Peer Bink           |
| Zuster in het ziekenhuis                       | Riemke Bakker       |
| Verpleger                                      | John Buijsman       |
| Verpleger                                      | Aat Ceelen          |
| Kerstman                                       | Aat Ceelen          |
| Brandweercommandant                            | Aat Ceelen          |
| Agent Krul                                     | Aat Ceelen          |
| Kapitein                                       | Aat Ceelen          |
| Brandweermannen                                | Gerard Mijler       |
| Brandweermannen                                | Peer Bink           |
| Brandweermannen                                | René Krijger        |
| Guildenstern                                   | Martine Sandifort   |
| Stem van kat Rosencrantz                       | Hanneke Riemer      |
| Poppenspeler Guildenstern                      | Renee Menschaar     |

## Afleveringen
| Aflevering | Titel                  | Uitzenddatum     |
| ---------- | ---------------------- | ---------------- |
| 1          | Een moeder in de boom  | 23 februari 2004 |
| 2          | Een vreemd parapluutje | 1 maart 2004     |
| 3          | Geen Sinterklaas       | 8 maart 2004     |
| 4          | Bezoek op een bezem    | 15 maart 2004    |
| 5          | Een moeder die spint   | 22 maart 2004    |
| 6          | Hoera voor Ibbeltje    | 29 maart 2004    |